# 旅立ちの季節/プリンス・オブ・ペンシルバニア
『旅立ちの季節/プリンス・オブ・ペンシルバニア』（The Prince of Pennsylvania）は1988年のアメリカ映画。キアヌ・リーブス主演、脚本家、ロン・ナイスワーナーの初監督作品。
自由奔放に生きたい青年が、厳格な父への反抗からとんでもない行動をとる青春コメディ。

## ストーリー
ペンシルバニアの小さな炭鉱町で、ブラブラとした日々を送っているルパート。
厳格な父は彼の非常識な考えを一切認める気は無かった。
ある日ルパートは、思いを寄せる年上の女性カーラに、とんでもない計画を持ちかける。
それは自分の父を誘拐し、母から身代金をもらおうというものだった。

## キャスト
ルパート
キアヌ・リーブス
カーラ
エイミー・マディガン
パム
ボニー・ベデリア
ゲイリー
フレッド・ウォード
ロジャー
ジョセフ・デ・リージ
ジャック
ジェフ・ハイエンガ
ロイス
トレイシー・エリス

## その他
ビデオ版が1990年9月7日にRCAコロンビア・ピクチャーズ・ビデオより発売された。DVD版は未発売（2014年12月現在）。